# Wilhelm Dyckerhoff
Wilhelm Hermann Dyckerhoff (* 14. September 1868 in Biebrich; † 11. April 1956 in Wiesbaden) war ein deutscher Verwaltungsbeamter und Parlamentarier.

## Leben
Dyckerhoffs Vater war Gustav Dyckerhoff, Geheimer Kommerzienrat und Mitinhaber der Portlandzementfabrik Dyckerhoff & Söhne. Die Mutter war Luise Dyckerhoff geb. Helmreich aus Mannheim.
Nach dem Abitur am Gymnasium in Wiesbaden 1888 studierte Wilhelm Dyckerhoff zunächst an der Ludwig-Maximilians-Universität München und der Rheinischen Friedrich-Wilhelms-Universität Bonn Rechtswissenschaft. 1889 wurde er Mitglied des Corps Franconia München und des Corps Hansea Bonn. In Bonn diente er zugleich als Einjährig-Freiwilliger beim Husaren-Regiment „König Wilhelm I.“ (1. Rheinisches) Nr. 7.  Als Inaktiver wechselte er an die Friedrich-Wilhelms-Universität zu Berlin. 1892 wurde er Leutnant der Reserve.
Er bestand Anfang 1892 in Kassel das Referendarexamen und wurde im März desselben Jahres zum Dr. iur. promoviert. Von 1892 bis 1894 war er Gerichtsreferendar in Rüdesheim am Rhein, Wiesbaden und zuletzt am Oberlandesgericht Frankfurt am Main. Von 1894 bis 1896 absolvierte er das Regierungsreferendariat bei der Regierung in Wiesbaden. Im Sommer 1897 bestand er das Examen zum Regierungsassessor.
Nachdem Dyckerhoff ausgedehnte Reisen nach England, Ostasien und Amerika unternommen hatte, kam er 1898 als Regierungsassessor an das Landratsamt in Hagen. 1900 würde er stellvertretender Vorsitzender des Schiedsgerichts für Arbeiter-Versicherung beim Polizeipräsidium Berlin. Er wurde 1904 zum Landrat des Kreises Aurich ernannt. Er kaufte das Gut Sandhorst vor den Toren Aurichs. Im Ersten Weltkrieg kämpfte er als Rittmeister im Husaren-Regiment „König Humbert von Italien“ (1. Kurhessisches) Nr. 13 von November 1914 bis zu seiner Reklamierung im September 1915 an der Ostfront (Polen, Baltenland). Er erhielt das Eiserne Kreuz 1. Klasse und wurde 1921 (in der Reichswehr) als Major charakterisiert.
1920 kam Dyckerhoff als Oberregierungsrat zur Regierung in Aurich, wo er Stellvertreter der Regierungspräsidenten Theodor von Heppe und Jann Berghaus war. 1924 erhielt er den Titel Regierungsvizepräsident. Als Anfang 1928 publik wurde, dass er Mitglied des Stahlhelm, Bund der Frontsoldaten und der Deutschen Volkspartei (DVP) war, bat er am 12. Februar 1928 um seine Beurlaubung. Ende März wurde er in den einstweiligen Ruhestand versetzt. Bei den Dyckerhoff-Zementwerken in Amöneburg war er Beiratsmitglied der GmbH bis 1930. Nach Umwandlung der Firma in eine Aktiengesellschaft saß er im Aufsichtsrat.
Von 1909 bis 1920 gehörte er als Abgeordneter des Landkreises Aurich dem Provinziallandtag der Provinz Hannover an, in dem er zur Bürgerlichen Arbeitsgemeinschaft zählte. In den 1930er Jahren gehörte er dem 66. und 67. Provinziallandtag an. Von 1930 bis etwa 1933 gehörte er dem Preußischen Staatsrat an.
1937 übersiedelte Dyckerhoff in seine Wiesbadener Heimat. Er war verheiratet mit Elisabeth Pfarrius, die ihm fünf Kinder geschenkt hatte. Mit 87 Jahren erlag er einem Schlaganfall.
Bei seinem stark ausgeprägten Familiensinn betrieb er Familienforschung. Dem von ihm gegründeten Sippenverband stand er ein Menschenalter vor. Er war der erste von 18 Dyckerhoffs bei den Münchner Franken, der bei weitem größten Frankenfamilie.